# Koyomi Tominaga
Koyomi Tominaga (Komae, 1º maggio 1989) è una pallavolista giapponese.
Gioca nel ruolo di palleggiatrice nelle Saitama Ageo Medics.

## Carriera

### Club
La carriera di Koyomi Tominaga inizia a livello scolastico, con la formazione del Liceo Seitoku Gakuen. Diventa professionista nella stagione 2008-09, facendo il suo esordio in V.Premier League con le Pioneer Red Wings: gioca nel club per sei annate, fino alla chiusura dello stesso. Nel campionato 2014-15 passa quindi alle Ageo Medics, dove resta per quattro stagioni.
Nella stagione 2018-19 viene ingaggiata dal club italiano del Filottrano, in Serie A1, prima di tornare in patria alla formazione di Ageo, ora denominata Saitama Ageo Medics, per l'annata seguente, disputando la V.League Division 1.

### Nazionale
Nei primi anni di carriera riceve le prime chiamate nella nazionale giapponese, con la quale debutta nel 2009 al Montreux Volley Masters, per poi disputare la Grand Champions Cup, senza poi ricevere altre convocazioni.
Torna in nazionale nel 2017, aggiudicandosi la medaglia d'oro al campionato asiatico e oceaniano

## Palmarès

### Premi individuali
- 2017 - Grand Champions Cup: Miglior palleggiatrice